# Gurcy-le-Châtel
Gurcy-le-Châtel és un municipi francès, situat al departament de Sena i Marne i a la regió d'Illa de França. L'any 2007 tenia 514 habitants.
Forma part del cantó de Provins, del districte de Provins i de la Comunitat de comunes Bassée-Montois.

## Demografia

### Població
El 2007 la població de fet de Gurcy-le-Châtel era de 514 persones. Hi havia 177 famílies, de les quals 30 eren unipersonals (13 homes vivint sols i 17 dones vivint soles), 59 parelles sense fills, 84 parelles amb fills i 4 famílies monoparentals amb fills.
La població ha evolucionat segons el següent gràfic:
Habitants censats

### Habitatges
El 2007 hi havia 242 habitatges, 178 eren l'habitatge principal de la família, 25 eren segones residències i 39 estaven desocupats. 237 eren cases i 4 eren apartaments. Dels 178 habitatges principals, 161 estaven ocupats pels seus propietaris, 11 estaven llogats i ocupats pels llogaters i 6 estaven cedits a títol gratuït; 7 tenien dues cambres, 12 en tenien tres, 58 en tenien quatre i 101 en tenien cinc o més. 141 habitatges disposaven pel capbaix d'una plaça de pàrquing. A 73 habitatges hi havia un automòbil i a 98 n'hi havia dos o més.

### Piràmide de població
La piràmide de població per edats i sexe el 2009 era:
| Homes | Edats   | Dones |
| ----- | ------- | ----- |
| 0     | 95 o +  | 0     |
| 0     | 90 a 94 | 4     |
| 0     | 85 a 89 | 4     |
| 0     | 80 a 84 | 0     |
| 0     | 75 a 79 | 0     |
| 4     | 70 a 74 | 4     |
| 4     | 65 a 69 | 12    |
| 12    | 60 a 64 | 16    |
| 12    | 55 a 59 | 8     |
| 12    | 50 a 54 | 20    |
| 12    | 45 a 49 | 4     |
| 32    | 40 a 44 | 24    |
| 24    | 35 a 39 | 12    |
| 4     | 30 a 34 | 20    |
| 8     | 25 a 29 | 8     |
| 8     | 20 a 24 | 8     |
| 12    | 15 a 19 | 12    |
| 0     | 10 a 14 | 12    |
| 12    | 5 a 9   | 16    |
| 12    | 0 a 4   | 8     |

## Economia
El 2007 la població en edat de treballar era de 307 persones, 246 eren actives i 61 eren inactives. De les 246 persones actives 225 estaven ocupades (123 homes i 102 dones) i 20 estaven aturades (6 homes i 14 dones). De les 61 persones inactives 21 estaven jubilades, 21 estaven estudiant i 19 estaven classificades com a «altres inactius».

### Ingressos
El 2009 a Gurcy-le-Châtel hi havia 189 unitats fiscals que integraven 543 persones, la mediana anual d'ingressos fiscals per persona era de 20.487 €.

### Activitats econòmiques
Dels 20 establiments que hi havia el 2007, 4 eren d'empreses extractives, 1 d'una empresa de fabricació de material elèctric, 3 d'empreses de construcció, 1 d'una empresa de comerç i reparació d'automòbils, 3 d'empreses d'hostatgeria i restauració, 6 d'empreses de serveis, 1 d'una entitat de l'administració pública i 1 d'una empresa classificada com a «altres activitats de serveis».
Dels 4 establiments de servei als particulars que hi havia el 2009, 1 era un guixaire pintor, 1 electricista i 2 restaurants.
L'any 2000 a Gurcy-le-Châtel hi havia 6 explotacions agrícoles.

## Equipaments sanitaris i escolars
El 2009 hi havia una escola elemental.

## Poblacions més properes
El següent diagrama mostra les poblacions més properes.